# 빛원뿔 좌표계
이론물리학에서 빛원뿔 좌표계(빛圓뿔座標系, 영어: lightcone coordinate system) 또는 광추 좌표계(光錐座標系)란 민코프스키 공간의 좌표계의 하나다. 이 좌표계에서는 공간의 한 특정한 방향을 차별하여, 그 방향에 대한 인과성 구조를 명확히 드러낸다.

## 정의
{\displaystyle (1,D-1)}차원 민코프스키 공간의 직교 좌표계 {\displaystyle (x^{0},x^{1},\dots ,x^{D-1})}를 생각하자. 직교 좌표계에서는 그 계량 텐서는
{\displaystyle ds^{2}=-(dx^{0})^{2}+\sum _{i=1}^{D-1}(dx^{i})^{2}}
가 된다. 여기서
{\displaystyle x^{\pm }=(x^{1}\pm x^{0})/{\sqrt {2}}}
를 정의하면, 빛원뿔 좌표계는 {\displaystyle (x^{+},x^{-},x^{2},\dots ,x^{D-1})}이다. 빛원뿔 좌표계에서 계량 텐서는 다음과 같다.
{\displaystyle ds^{2}=2dx^{+}dx^{-}+\sum _{i=2}^{D-1}(dx^{i})^{2}}
이 경우,
{\displaystyle x_{\pm }=2x^{\mp }}
가 된다.

## 무질량 입자의 1차 양자화
빛원뿔 좌표계는 등각 불변이므로, 질량이 0인 입자나 막 따위를 다룰 때 용이하다.
예를 들어, {\displaystyle (1,D-1)}차원 시공간에서의 무질량 입자를 생각하자. 질량이 0이므로, 이는
{\displaystyle \operatorname {SO} (2,D)}
등각 대칭을 갖는다.
이 입자의 작용은
{\displaystyle S=\int \mathrm {d} t\,{\frac {1}{2}}e(t)^{2}{\dot {x}}^{\mu }(t){\dot {x}}_{\mu }(x)}
이다. 여기서 {\displaystyle t\in \mathbb {R} }는 세계선의 임의의 좌표이며,
{\displaystyle x^{\mu }\colon \mathbb {R} \to \mathbb {R} ^{1,D-1}}
는 입자의 위치를 나타내는 {\displaystyle t}의 함수이며,
{\displaystyle {\dot {x}}^{\mu }={\frac {\mathrm {d} }{\mathrm {d} t}}x^{\mu }}
는 {\displaystyle t}에 대한 속력이며,
{\displaystyle e\colon \mathbb {R} \to \mathbb {R} ^{+}}
는 세계선 위의 필바인이다. 그러나 이 작용에서는 등각 대칭이 명백히 드러나지 못한다.
이를 위하여, 가상의 “시간” 차원과 “공간” 차원을 추가하여, 민코프스키 공간 {\displaystyle \mathbb {R} ^{2,D}}을 생각하자. 그렇다면, 다음과 같은 작용을 적을 수 있다.:§2, 2715
{\displaystyle S=\int \mathrm {d} t\left({\frac {1}{2}}{\dot {X}}^{M}{\dot {X}}_{M}-{\frac {1}{2}}\lambda X^{M}X_{M}\right)}
{\displaystyle X^{M}\colon \mathbb {R} \to \mathbb {R} ^{2,D}}
{\displaystyle \lambda \colon \mathbb {R} \to \mathbb {R} }
이는 다음과 같은 게이지 대칭을 갖는다.
{\displaystyle \delta X(t)=\epsilon (t){\dot {X}}^{M}(t)-{\frac {1}{2}}{\dot {\epsilon }}(t)X^{M}}
{\displaystyle \delta \lambda (t)=\epsilon (t){\dot {\lambda }}(t)+2{\dot {\epsilon }}(t)\lambda (t)+{\frac {1}{2}}{\overset {\cdots }{\epsilon }}(t)}
이제, 보조장 {\displaystyle \lambda }의 운동 방정식은
{\displaystyle X^{M}X_{M}=0}
이다. 새로 추가한 두 차원의 빛원뿔 좌표를
{\displaystyle X^{M}X_{M}=X^{\mu }X_{\mu }+2X_{+}X_{-}}
라고 하자. 그렇다면,
{\displaystyle X_{-}=-{\frac {X^{\mu }X_{\mu }}{2X_{+}}}}
가 된다. 이제
{\displaystyle e=X_{+}}
{\displaystyle x^{\mu }=X^{\mu }/X_{+}}
로 놓으면,
{\displaystyle S={\frac {1}{2}}\int \mathrm {d} t\,{\dot {X}}^{M}{\dot {X}}_{M}={\frac {1}{2}}\int \mathrm {d} t\,\left({\frac {\mathrm {d} }{\mathrm {d} t}}(ex^{\mu }){\frac {\mathrm {d} }{\mathrm {d} t}}(ex_{\mu })-{\dot {e}}{\frac {\mathrm {d} }{\mathrm {d} t}}(x^{\mu }x_{\mu }e)\right)={\frac {1}{2}}\int \mathrm {d} t\,e^{2}{\dot {x}}^{\mu }{\dot {x}}_{\mu }}
가 되어, 원래 작용을 얻게 된다.